# Martin Mikulič
Martin Mikulič (Pozsony, 1985. március 14. –) szlovák labdarúgó.

## Sikerei, díjai
- Corgoň Liga Győztes : 2005, 2008 (Artmedia Petržalka)
- Szlovák Kupa Győztes : 2004, 2008 (Artmedia Petržalka)
- Szlovák Kupa Ezüstérmes: 2005 (Artmedia Petržalka)
- Corgoň Liga Ezüstérmes: 2007 (Artmedia Petržalka)
- Pribina Cup (Szlovák Szuper Kupa): 2005 (Artmedia Petržalka)